# Philochortus
Philochortus — рід ящірок родини ящіркових (Lacertidae). Представники цього роду мешкають в Північній, Північно-Східній і Східній Африці та на Аравійському півострові.

## Опис
Представники роду Philochortus — ящірки дрібного і середнього розміру з довгими циліндричними хвостами, довжина яких є у 3,25 разів довшою за довжину решти тіла. На очах рухливі повіки. Ніздрі розділені двома щитками і межують з першою супрлалабіальною лускою або дещо відділені від неї. Комір виражений. Пластинки на живота гладкі, дещо складчасті, формують 6 поздовжніх рядів. Спинні луски гладкі або кілеподібні. На середні спини є 2-6 рядів збільшених пластинчастих лусок. Стегнові пори присутні на внутрішній стороні стегон, більш виражену чоловіків. Основа хвоста у самців значно ширша, ніж у самиць.
Представники роду Philochortus мешкають в пустелях, напівпустелях і сухих заростях, трапляються на рівнинах і в гірських районах на висоті до 1500 м над рівнем моря.

## Види
Рід Philochortus нараховує 7 видів:
- Philochortus hardeggeri (Steindachner, 1891)
- Philochortus intermedius Boulenger, 1917
- Philochortus neumanni Matschie, 1893
- Philochortus phillipsi (Boulenger, 1898)
- Philochortus rudolfensis Parker, 1932
- Philochortus spinalis (W. Peters, 1874)
- Philochortus zolii Scortecci, 1934

## Етимологія
Наукова назва роду Philochortus походить від сполучення слів дав.-гр. φιλος — той, хто любить і χορτος — трава.